# Pretzsch (Elbe)
Pretzsch (Elbe) è una frazione (Ortschaft) della città tedesca di Bad Schmiedeberg.

## Geografia antropica
La frazione di Pretzsch (Elbe) comprende i centri abitati (Ortsteil) di Stadt Pretzsch (Elbe), Merschwitz, Körbin-Neu e Körbin-Alt.

## Amministrazione
La frazione è amministrata da un "consiglio locale" (Ortschaftsrat).